# Термічний крекінг

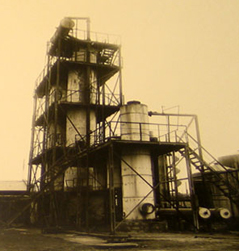
Установка термічного крекінгу, Баку, 1934.

Термічний кре́кінг — різновид крекінга, високотемпературна переробка нафти та її фракцій з метою отримання, як правило, продуктів з меншою молекулярною масою — легких моторних і котельних палив, неграничних вуглеводнів, високоароматизованої сировини, нафтового коксу.

## Класифікація
Термічний крекінг поділяють на три основних види:
- Термічний крекінг рідкої нафтової сировини під високим тиском;
- Термічний крекінг рідких нафтових залишків при низькому тиску (коксування, деструктивна перегонка);
- Піроліз рідкої і газоподібної нафтової сировини.

Якщо крекінг-процес здійснюється при тиску 2–5 МПа і температурі +470–540 °С, він називається рідкофазним крекінгом, а при тиску 0,2–0,6 МПа і температурі 550 °С і вище — парофазним. Наприклад, якщо при 400 °С для отримання 30 % бензину з мазуту необхідно близько 12 год, то при нагріванні до +500 °С тривалість процесу становить всього лише 30 хв.

## Фізико-хімічні основи процесу
Напрямок термічного крекінгу залежить від природи вуглеводневої сировини, її молекулярної маси та умов проведення процесу. Термічний крекінг протікає в основному по радикально-ланцюговому механізму з розривом зв'язків С-С в парафінових молекулах (С5 і вище), нафтенових, алкілароматичних і висококиплячих неграничних вуглеводнів нафтової сировини і зв'язку С-H в низькомолекулярних парафінових та інших вуглеводнях. Одночасно з розривом зв'язків відбуваються реакції полімеризації (неграничні і циклопарафінові вуглеводні) і конденсації (циклізації; неграничні, нафто- і алкілароматичні та інші вуглеводні), що призводять до утворення смолисто-асфальтенового крекінг-залишку і коксу. Найважливішими параметрами, що визначають напрямок і швидкість протікання термічного крекінгу, є температура, тривалість і тиск. Процес починає в помітному ступені протікати при 300–350 °C і описується кінетичним рівнянням першого порядку. Температурна залежність константи швидкості підпорядковується рівнянню Арреніуса. Зміни тиску впливають на склад продуктів процесу (наприклад, на вихід залишкових фракцій і коксу) внаслідок зміни швидкостей і характеру вторинних реакцій полімеризації і конденсації, а також обсягу реакційної суміші.

## Загальний опис
Первинний прямий перегін нафти дає порівняно мало бензину — 4–25 % з різних нафт. Збільшення виходу бензину досягається застосуванням вторинної переробки більш важких нафтових фракцій, а також мазуту за допомогою методів деструкції, що дозволяє підвищити вихід бензину в кілька разів.
У залежності від виду сировини і необхідної якості одержуваної продукції в нафтопереробній промисловості застосовують різні технологічні способи переробки сировини:
- Без застосування каталізаторів: термічний крекінг в рідкій і паровій фазах, піроліз, коксування, окиснювальний крекінг і окиснювальний піроліз.
- Із застосуванням каталізаторів: каталітичний крекінг, гідрогенізаційний крекінг (деструктивна гідрогенізація), каталітична ароматизація (дегідрогенізаційний крекінг).

В основі цих методів лежать процеси перетворення вуглеводнів, які складають нафту чи нафтопродукт, під впливом нагрівання до температур 400–700 °С та вище і при різному тиску, у результаті чого одержують газоподібні, рідкі і тверді продукти.
Термічний крекінг здійснюється в двох основних варіантах: в рідкій фазі (тиск 2–7 МПа, температура 450–500 °С) і в паровій фазі (тиск 0,2–0,5 МПа, температура 550–600 °С). При рідкофазному крекінгу більший вихід бензину і менший — газу, ніж при парофазному крекінгу.
Крекінг нижчих алканів і прямогінних бензинів, у складі яких є рідкі алкани, може служити джерелом одержання ненасичених вуглеводнів, тому що вони схильні в цих умовах в основному до реакцій дегідрування. Середні і вищі алкани в умовах крекінгу розщеплюються на граничні і неграничні вуглеводні з меншою молекулярною масою.
Константа швидкості реакції крекінгу алканів при одній і тій же температурі росте зі збільшенням їхньої молекулярної маси. Тому для досягнення однакової глибини перетворення важкої нафтової сировини потрібно менше часу, ніж при крекінгу легких фракцій.
Механізм крекінгу олефінів досить складний, оскільки одночасно відбуваються реакції розкладу і синтезу. Реакції розкладу починаються лише при температурах вище 425 °С. Як і при крекінгу алканів, первинною реакцією є розкладання олефінів на насичені та ненасичені вуглеводні, або водень і діолефін.
Нафтени більш стабільні за алкани. Розщеплення відбувається за радикальним неланцюговим механізмом. Можливе також протікання реакції гідрогенізації нафтенів з послідовним утворенням з циклогексану, наприклад, спочатку циклоолефінів, потім циклодіолефінів та бензолу. У нафтенів з довгими бічними ланцюгами при крекінгу відбувається їхнє скорочення (деалкілювання). Біциклічні нафтени піддаються дециклізації.
Ароматичні вуглеводні найбільш стійкі до дії високих температур. Для них характерні реакції ущільнення, які протікають без розкриття бензольного кільця, і тому арени можуть накопичуватися при крекінгу в продуктах реакції в міру збільшення глибини перетворення.
Алкіл-бензоли розщеплюються за β-зв'язком С-С бічних ланцюгів, тому при термічному крекінгу алкіл-бензолів бензол не утворюється. Для аренів з довгими бічними ланцюгами можливі і реакції деалкілювання, тобто скорочення бічного ланцюга за рахунок розриву С-С зв'язку.
При крекінгу нафтової сировини в результаті складних реакцій полімеризації і поліконденсації з олефінів і аренів на стінках реакційних апаратів з'являються відклади нафтового коксу чи карбоїдів, що небажано.
Внаслідок того, що на практиці крекінгу піддаються складні суміші і в результаті одержують продукти дуже складного хімічного складу, важко встановити безпосередній зв'язок між компонентами сировини й одержуваними продуктами.
Швидкість крекінгу в однакових умовах зростає з підвищенням температури кипіння вихідних нафтових фракцій. У сумішах швидше за всіх крекінгуються термічно менш стійкі високомолекулярні алкани й арени з довгими бічними ланцюгами.
Швидкість реакцій крекінгу, кількість і якість одержуваних продуктів залежать від температури, складу сировини, тривалості крекінгу при заданій температурі, а також тиску в реакційній зоні. При термічному крекінгу одночасно протікають реакції термічного розкладання з поглинанням тепла і реакції ущільнення з виділенням тепла. Сумарний тепловий ефект негативний, тому необхідно підводити теплоту ззовні.
Сировиною для крекінгу служать різні фракції: газойль, солярка, гас, мазут, гудрон, а також бензин прямого перегону нафти. Різні види сировини доцільно піддавати крекінгу окремо, підбираючи для кожного процесу відповідні умови. Алкани крекінгуються легше за все і дають бензин з низькими октановими числами (55–60), при тій же глибині крекінгу нафтенів октанові числа бензину вищі (60–70). При глибоких формах крекінгу одержувані продукти сильно ароматизовані.
Існує велика кількість різних типів установок термічного крекінгу, які включають трубчасту піч, реакційний пристрій, випарники, ректифікаційні колони, газовідділювачі, теплообмінники, холодильники й ін.
Вихід крекінг-бензинів, в залежності від виду сировини і режиму роботи установок, змінюється від 25 до 70 %.
Розрізняють глибокий і неглибокий (легкий) рідиннофазний крекінг в залежності від глибини перетворення сировини. Метою глибокого крекінгу низькооктанових бензинів і лігроїнів прямого перегону є одержання моторного палива з кращими антидетонаційними властивостями.
Глибокий крекінг бензино-лігроїнових фракцій ведуть при температурі 520–540 °С і тиску 2–7 МПа. При цьому вихід риформінг-бензину з октановим числом 76 до 80 %, а 20 % складають газ і втрати. Глибокому крекінгу піддають також гас-газойлеві фракції й одержують 60–70 % бензину з октановим числом 65–70, 12–15 % газу і 15–25 % крекінг-залишку. Температура крекінгу — 500–520 °С, тиск — до 5 МПа.
Легкому рідиннофазному крекінгу піддають мазут і важкі фракції при температурі 480–490 °С і тиску 1,5–2,0 МПа й отримують головним чином газойлеві фракції, які використовують як сировину для глибокого крекінгу, і невелику кількість крекінг-бензину.
Різновидом термічного крекінгу середніх і легких фракцій є глибокий крекінг в атмосфері вуглеводневих газів (поліформ-процес), у якому сировина розбавляється зрідженим газом, який містить вуглеводні С3-4, що дозволяє застосувати більш стійкий режим без сильного коксування. В цьому процесі одержують крекінг-бензин з октановим числом 75–80. Температура поліформ-процесу — 550–600 °С, тиск — 7–14 МПа.
При парофазному крекінгу (580–600 °С і 0,2–0,5 МПа) гас-газойлевих фракцій виходить близько 60 % бензину з високим октановим числом (70–88), 10-15 % крекінг-залишку і до 30 % газу. Більш важку сировину, як правило, в цьому процесі не використовують через закоксовування апаратури. При парофазному крекінгу утворюється велика кількість неграничних вуглеводнів, які є цінною хімічною сировиною, але це ускладнює очищення бензину. До недоліків парофазного крекінгу відносять менший вихід бензину в зв'язку з великим газоутворенням, знижену стабільність бензину, порівняно малу продуктивність установок і необхідність мати великі розміри апаратури через великий об'єм пари і газів при високій температурі і малому тиску.
При крекінгу нафтової сировини утворюється газ, рідкі і тверді продукти. Вихід газу при рідиннофазному крекінгу 5–6, а при парофазному — 25–30 %. В газах рідиннофазного крекінгу більше алканів і менше ненасичених вуглеводнів, а в газах парофазного крекінгу — навпаки.
Крекінг-бензини являють собою безбарвні чи жовтуватого кольору рідини з неприємним запахом через наявність сірчистих сполук і діолефінів. Густина їх 0,72–0,8 г/см³, від бензинів прямого перегону вони відрізняються значним вмістом ненасичених і ароматичних вуглеводнів і малим вмістом нафтенів. Ненасичені вуглеводні складаються з олефінів, а кількість діолефінів коливається від 0,1 (рідиннофазний крекінг) до 1 % (парофазний крекінг). Ароматичні вуглеводні представлені головним чином толуолом та іншими алкілбензолами.
Крекінг-залишки — це рідини з густиною порядку 1,0 г/см³, які складаються з висококонденсованих ароматичних і гідридних сполук. Вони використовуються як сировина для коксування і котельного палива.
При термічному крекінгу, крім бензинової, відбирають іноді і гасову та газойлеву фракцію, однак продукти цих фракцій мають підвищену схильність до засмолення і їх не використовують як моторні палива, а повертають на повторний крекінг. Із суміші крекінг-гасу з гасом прямого перегону одержують тракторне паливо.